# James McMillin
Pour les articles homonymes, voir McMillin.
James Burge McMillin (8 mars 1914-22 août 2005) est un rameur d'aviron américain gagnant de la médaille d'or aux Jeux olympiques d'été de 1936 de Berlin.

## Carrière
Né à Seattle dans l'État de Washington, McMillin grandit dans le secteur Queen Anne Hill.
Rameur à l'université de Washington, il remporte la compétition nationale américaine, Intercollegiate Rowing Association (en), en 1936 et 1937. En 1936, il remporte la médaille d'or au siège numéro cinq de la compétition à huit. Son implication à l'université de Washington et sa victoire olympique sont explorés dans le livre The Boys in the Boat de l'auteur Daniel James Brown (en) en 2013.
Après avoir gradué, McMillin entraine l'équipe d'aviron MIT et pendant la Seconde Guerre mondiale, il poursuit avec le MIT en tant qu'ingénieur de laboratoire. Plus tard, il poursuit sa carrière avec Boeing à Seattle.